# Le Client de la morte-saison
Pour plus de détails, voir Fiche technique et Distribution.
Le Client de la morte saison (Ore'ach B'Onah Metah) est un film franco-israélien réalisé par Moshé Mizrahi, sorti en 1970.

## Fiche technique
- Titre original : Ore'ach B'Onah Metah
- Titre français : Le Client de la morte saison
- Réalisation : Moshé Mizrahi
- Scénario : Moshé Mizrahi et Rahel Fabian
- Producteurs : Michel Cousin et Zvi Spielmann
- Photographie : Étienne Szabo
- Musique : Georges Moustaki
- Pays d'origine :  Israël -  France
- Genre : drame
- Date de sortie : 1970

## Distribution
- Claude Rich : le client
- Hénia Suchar : la femme
- Hans Christian Blech : le patron de l'hôtel
- Amos Kenan